# Серен К'єркегор
Сере́н (Сьоре́н) К'є́ркеґор (дан. Søren Kierkegaard; locally [ˈsœːɐn ˈkʰiɐ̯kəˌɡ̊ɒˀ] ( прослухати)) (5 травня 1813, Копенгаген, унія Данії-Норвегії — 11 листопада 1855, Копенгаген, королівство Данія) — данський філософ і теолог, вважається основоположником екзистенціалізму. Він суттєво вплинув на філософію, теологію та західну культуру XX століття.
К'є́ркеґор писав на теми релігії, християнства, моралі, етики, психології та філософії релігії мовою, сповненою символів, метафор, іронії й гіпербол. Більшість із його філософських робіт присвячені розгляду питання про те, як людина живе як «одиничний індивід», зосереджуючи увагу більше на конкретній реальності людського життя, ніж на абстрактному мисленні й підкреслюючи важливість особистого вибору й відданості.
На противагу німецькій класичній філософії, яка прагнула до об'єктивності, К'єркеґора цікавило суб'єктивне ставлення особистості до Ісуса Христа, яке приходить із вірою. Значна частина його праць присвячена християнській любові. Водночас він надзвичайно критично ставився до організованої державної релігії, передусім до державної Данської Церкви.
На початку творчості К'єркеґор публікувався під псевдонімами, викладаючи різні погляди на одну й ту ж тему й влаштовуючи діалог із самим собою. Його праці були написані данською і за життя були мало відомі за межами Скандинавії, але, в ХХ ст. став одним з найбільш відомих філософів Західного світу.

## Біографія
Серен народився 5 травня 1813 року в Копенгагені. На той час його батьки вже були досить старими для зачаття і виношування дитини — батькові, заможному землевласнику Мікаелю — 57 років, матері, що спочатку була служницею Мікаеля — 45. Подружжя мало 7 дітей, але 5 померли в ранньому віці. Серен був фізично слабким, мав викривлений хребет і ноги. Пізніше своє народження він вважав протиприродним і таким, що настало через насилля батька над матір'ю.
Виховання юного Серена перебувало під контролем батька і лише у шість років Серен пішов навчатись до школи. Восени 1830 року з волі батька сімнадцятилітній юнак став студентом теологічного факультету Копенгагенського університету. Зарахований, як і всі студенти, до королівської лейб-гвардії, він уже через три дні був відрахований за станом здоров'я. На противагу строгості домашнього виховання, К'єркеґор-студент провадив легковажне життя, властиве молодіжній богемі, віддаючи перевагу сумнівним розвагам.
Згодом розгульне життя призвело до внутрішнього невдоволення, розчарування й депресії. З цього стану Серена вивело несподіване знайомство із його першою й єдиною любов'ю, чотирнадцятирічною Реґіною Ольсен. К'єркеґор уперше зустрівся з нею в травні 1837 року, а по трьох роках знайомства вони заручилися. Проте Серен за рік після заручин повідомив про розрив стосунків. Він не повідомляв однозначних причин свого вчинку, що відкрило простір для численних здогадок. Через 6 років Реґіна вийшла заміж за свого колишнього вчителя й шанувальника Фредеріка Шлеґеля, згодом данського губернатора на Антильських островах. Серен відгукувався на це, що Реґіна однак увійде в історію як жінка, що була поряд із ним і яка вплинула на його погляди і творчість.
Незадовго до розриву з Реґіною К'єркеґор захистив магістерську роботу «Про поняття іронії, з особливою увагою до Сократа». Він вирушив до Берліна слухати лекції Шеллінга, а по поверненню додому почав відлюдькувате життя і зайнявся філософською творчістю. К'єркеґор добре вивчив античну філософію, вів полеміку з Кантом і Гегелем, захоплювався дослідженнями народної творчості. У 1838 році пішов з життя батько Серена і залишив йому у спадок понад 30 тисяч ригсдалерів та цінні папери, що не тільки забезпечило йому комфортне існування, але й дозволило оплачувати видання своїх творів. За винятком тимчасового викладання латини, Серен більше ніколи й ніде офіційно не працював.
У 1843 видав працю «Або — або» з етики й естетики, надалі плідно писав роботи з етики, естетики, релігієзнавства. «Або — або» принесла К'єркеґору славу, хоча її зміст і біографія автора стали предметом дискусій та скандалів. Йому приписувалися різноманітні психічні відхилення і хвороби, сам Серен вважав себе нещасною людиною і відчував обтяженість наслідками молодого життя, але також сприймав себе генієм.
Останній рік життя К'єркеґора позначився критикою ним у пресі клерикалізму. Приводом до такого збурення стала смерть 1854 року очільника данської протестантської церкви єпископа Мюнстера, друга й духовного наставника К'єркеґора-батька. Внаслідок нервового виснаження К'єркеґор знепритомнів на вулиці і за кілька днів помер, імовірно від туберкульозу, в віці 42-х років 11 листопада 1855 року. В причасті незадовго до смерті йому було відмовлено, а сама смерть була сприйнята громадськістю як божа кара. Згідно з заповітом, на його надгробку були висічені слова «Той самий одиничний», відсилаючи до його поняття «одиничного індивіда».

## Філософські погляди
К'єркеґор критикував Гегеля, стверджуючи нерозумність влаштування світу. Він відстоював думку, що світ, як його сприймає людина, є сукупністю відчуттів, тому з чуттєвого досвіду можна стверджувати суб'єктивну істину, але неможливо знати об'єктивну. Для кожної людини існує її власна істина і навіть взаємозаперечні твердження є рівноправними. Натомість об'єктивна істина пізнається зі священних текстів шляхом віри, оскільки віра не потребує розуму.
У філософії К'єркеґора суттєва відмінність людини від тварини полягає в тому, що окрема людська особина стоїть вище свого роду, позаяк створена за подобою Бога. У духовному зростанні людина проходить три стадії: естетичну, етичну і релігійну. На естетичній гонитва за особистими задоволеннями призводить до пересичення, внаслідок чого настає сумнів і розчарування. На етичній прагнення до задоволень замінюється почуттям обов'язку, добровільним підкоренням моральному закону і зрештою — втратою індивідуальності. На релігійній стадії відбувається усвідомлення конфлікту загалу та індивідуальності, що приносить страждання і відчай, людина відмовляється від розуму й суспільних законів і звертається до віри, щоб досягнути індивідуального спілкування з Богом задля вирішення своїх проблем. Проте це спілкування нероздільне зі страхом, оскільки не передбачає наперед відомого результату, а лише волю Бога. Справжнє християнство, за К'єркеґором, пронизано ірраціональністю та абсурдом, трепетом перед вищою силою. Разом з тим для Бога все можливо, тому віра відкриває і надію на диво.
К'єркеґор вважав, що Бог таємничим чином приходить до кожної людини. 
Мислитель виділяє поняття «одиничний індивід» — людину, що не тільки піднялася над загалом, а й увійшла до релігійної стадії життя і віднайшла особисте спілкування з Богом. Хоча таких людей обмаль, «одиничним індивідом» може стати будь-хто, адже віра доступна незалежно від інтелектуальних та фізичних можливостей.
К'єркеґор був переконаним прихильником монархії і противником будь-якої форми демократії. Він заперечував думку, згідно з якою там, де маса, там і правда і стверджував «З усіх різновидів тиранії народовладдя є найбільш болісною, найбільш бездуховною тиранією, яка являє безпосередній занепад усього великого і піднесеного … Народний уряд — це воістину втілення пекла».

## Основні твори
- Про поняття іронії (Om Begrebet Ironi med stadigt Hensyn til Socrates, 1841)
- Або-або (Enten-Eller, 1843)
- Страх і тремтіння (Frygt og Bæven, 1843)
- Повторення (Gjentagelsen, 1843)
- Філософські крихти (Philosophiske Smuler, 1844)
- Поняття страху (Begrebet Angest)
- Стадії на життєвому шляху (Stadier paa Livets Vei, 1845)
- Заключна ненаукова післямова (Afsluttende uvidenskabelig Efterskrift, 1846)
- Повчальні висловлювання в різному дусі (Opbyggelige Taler i forskjellig Aand, 1847)
- Справа любові (Kjerlighedens Gjerninger, 1847)
- Християнські мови (Christelige Taler, 1848)
- Хвороба до смерті (Sygdommen til Døden, 1849)
- Вступ до християнства (Indøvelse i Christendom, 1850)

## Переклади українською
- Сьорен К'єркеґор. Страх і трепет. Діалектична лірика. Переклад з данської Марія Худа. — Львів: Апріорі, 2025 — 184 с. — ISBN	978-617-629-888-5.